# Ludwig von Battenberg

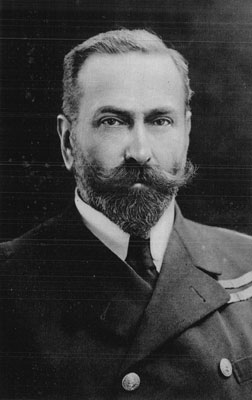
Prinz Ludwig Alexander von Battenberg, späterer 1. Marquess of Milford Haven

Louis Mountbatten, 1. Marquess of Milford Haven, GCB, GCMG, GCVO, PC, geboren als Prinz Ludwig Alexander von Battenberg (* 24. Mai 1854 in Graz; † 11. September 1921 in London), war ein britischer Admiral hessischer Herkunft, der von 1912 bis 1914 als Erster Seelord fungierte. Einer seiner Enkel war Prinz Philip, Gemahl von Königin Elisabeth II. König Charles III. ist somit sein Urenkel.

## Herkunft
Prinz Ludwig Alexander von Battenberg war das zweitälteste von fünf Kindern des Prinzen Alexander von Hessen-Darmstadt (1823–1888) und der Gräfin Julia Hauke (1825–1895). Da ihre Ehe als morganatisch galt, wurde Julia Hauke durch ihre Heirat nicht Mitglied des Hauses Hessen, sondern erhielt von ihrem Schwager, Großherzog Ludwig III. von Hessen und bei Rhein, den seit 1310 verwaisten Titel einer Gräfin von Battenberg. Da dies auch für ihre Kinder galt, die auch nicht auf die großherzoglich hessische Thronfolge erbberechtigt waren, entstand damit das zweite Haus Battenberg. Julia Hauke wurde später noch in den hessischen Fürstenstand erhoben. Da rechtlich unzulässig, trug sie nur den Titel: Prinzessin; ihre Nachkommen wurden ebenfalls Prinz bzw. Prinzessin tituliert.

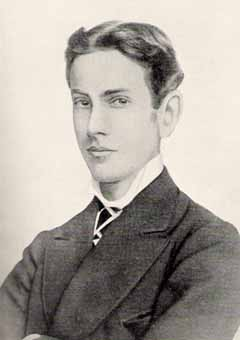
Ludwig von Battenberg als Jugendlicher (1869)

## Leben

### Kindheit und Jugend
Prinz Ludwig Alexander von Battenberg wurde 1854 in Graz geboren, wo sein Vater als Offizier der k.k. Armee stationiert war. Seine Kindheit verbrachte er auf Schloss Heiligenberg in Hessen. Unter dem Einfluss seiner späteren Schwiegermutter Prinzessin Alice von Großbritannien und ihres Bruders Admiral Alfred, Duke of Edinburgh, zwei Kindern der britischen Königin Victoria, entschloss sich Battenberg 1868 im Alter von vierzehn Jahren, eine Laufbahn als Seeoffizier einzuschlagen.

### Marinelaufbahn

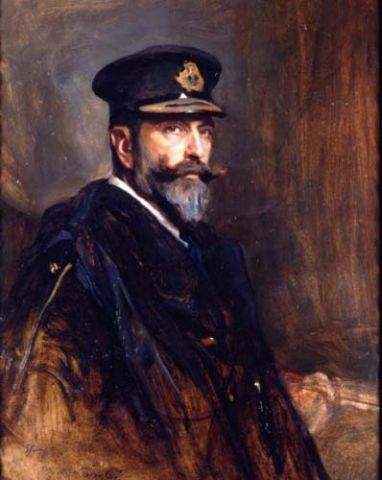
Philip Alexius de László: Prince Louis of Battenberg, Öl auf Leinwand, 1910

Prinz Ludwig Alexander ging nach Großbritannien, wurde als britischer Untertan eingebürgert (er schrieb sich seither oft „Prince Louis of Battenberg“) und trat am 3. Oktober 1868 in die Royal Navy ein, wo er zunächst Nelsons ehemaligem Flaggschiff Victory zugeteilt wurde, die damals als fest verankertes Rekruten-Ausbildungsschiff diente. Weiteren Verwendungen führten ihn, unter anderem, nach Nordamerika, Indien, Südafrika und Westindien. 1882 nahm er an der Beschießung Alexandrias teil. Anschließend war er Teil der Garde des Khediven Tewfik Pascha im Raʾs-at-Tīn-Palast. Für diesen Einsatz erhielt er den Khediven-Stern und von Königin Victoria persönlich die Egypt War Medal. Er wurde im September 1883 auf die königliche Yacht HMY Victoria and Albert II versetzt und heiratete 1884. Im folgenden Jahr kam auch sein jüngerer Bruder Heinrich („Prince Henry of Battenberg“) nach Großbritannien, der Prinzessin Beatrice (jüngste Tochter von Königin Victoria und Prinzgemahl Albert) heiratete. Zwischen 1885 und 1902 versah Prinz Ludwig seinen Dienst auf zahlreichen weiteren Kriegsschiffen, unter anderem im Mittelmeer, ehe er 1902 zum Leiter des Marinegeheimdienstes (Director of Naval Intelligence) ernannt wurde.
1904 erhielt er die Beförderung zum Konteradmiral und wurde Kommandeur des 2. britischen Kreuzergeschwaders, mit dem er Griechenland, Portugal, Kanada und die Vereinigten Staaten besuchte und dessen Schlagkraft er durch neue Trainingsmethoden wesentlich verbessern konnte. 1908 wurde Battenberg zum Vizeadmiral befördert und übernahm das Kommando über die britische Atlantikflotte. Im Konflikt zwischen dem Ersten Seelord Sir John Fisher und Admiral Lord Charles Beresford, der die Royal Navy zu Beginn des 20. Jahrhunderts intern stark beschäftigte, wurde Battenberg allgemein zu den Unterstützern Fishers gerechnet. Fisher und Beresford waren erfahrene Seeoffiziere, hatten aber unterschiedliche Auffassungen über die Reform der Flotte und über die Zukunft der Royal Navy. Daneben spielten Klassengegensätze zwischen dem sozialen Aufsteiger Fisher und dem Adeligen Beresford eine Rolle, wozu außerdem kam, dass Beresford selbst Erster Seelord werden wollte und Fisher als Karrierehindernis betrachtete. Die Rivalität endete, als Beresford 1909 wieder Abgeordneter im House of Commons wurde und Fisher 1910 seine Position aufgab. Im Dezember 1911 wurde Battenberg selbst in die Admiralität berufen und als Zweiter Seelord verantwortlich für die Personalangelegenheiten der Royal Navy.

### Erster Seelord
Im Dezember 1912 wurde Battenberg schließlich Erster Seelord. Er bekleidete damit die ranghöchste Dienststellung der Marine, während ihm als Erster Lord der Admiralität auf politischer Seite Winston Churchill gegenüberstand. Als Oberbefehlshaber der Royal Navy befasste sich Battenberg in den folgenden Jahren vor allem damit, die Schlagkraft der Flotte zu stärken und sie für einen Kriegseinsatz vorzubereiten. Mit Ausbruch des Ersten Weltkrieges geriet er jedoch zunehmend unter Kritik. Die britische Presse schürte eine antideutsche Stimmung im Land, und Lord Charles Beresford konnte diese in einflussreichen Kreisen auch gegen Battenberg in Position bringen. Wegen seiner deutschen Abstammung (genauer gesagt: unter dem Druck der öffentlichen Meinung, dass ein „Deutscher“ nicht verlässlich den Befehl über die Royal Navy führen und britische Interessen vertreten könne,) drängte Churchill den Ersten Seelord schließlich am 27. Oktober 1914 zum Rücktritt.

### Spätere Jahre

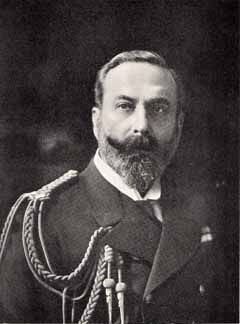
Louis Mountbatten um 1905

Battenbergs Abgang stieß sowohl bei Politikern als auch in der Royal Navy auf Bestürzung, und König Georg V. brachte seine Unterstützung zum Ausdruck, indem er Battenberg zum Mitglied des Privy Councils ernannte. Dieser zog sich während des Ersten Weltkrieges auf die Isle of Wight ins Privatleben zurück, wo er einige Bücher verfasste.

Wappen des Louis Alexander, 1. Marquess of Milford Haven (ab 1917)

Als König Georg V. im Juli 1917 für sich und seine Familie auf alle deutschen Titel verzichtete und seine Verwandten dazu aufrief, dasselbe zu tun, legte auch Admiral Prinz Ludwig Alexander von Battenberg am 14. Juli 1917 alle seine hessischen Titel und Würden ab. Er nahm den Familiennamen Mountbatten an und erhielt am selben Tag die erblichen Adelstitel Marquess of Milford Haven, Earl of Medina und Viscount Alderney, in the County of Southampton. Mit diesen Titeln war ein Sitz im House of Lords verbunden.
1918 wurde er gegen seinen Willen auch formell aus der Royal Navy entlassen, und 1919 musste er aus finanziellen Gründen sowohl seinen Wohnsitz Kent House als auch seine Sammlung militärischer Medaillen verkaufen. 1920 verkaufte er auch sein Elternhaus, das Schloss Heiligenberg in Hessen. Anfang 1921 wurde er auch Knight Grand Cross des Order of the Bath in der militärischen Klasse und wurde im August zum Großadmiral (Admiral of the Fleet) ernannt. Einen Monat später starb er in London an einem Herzversagen infolge von Influenza. Er wurde in Whippingham auf der Isle of Wight beigesetzt.

## Ehe und Nachkommen

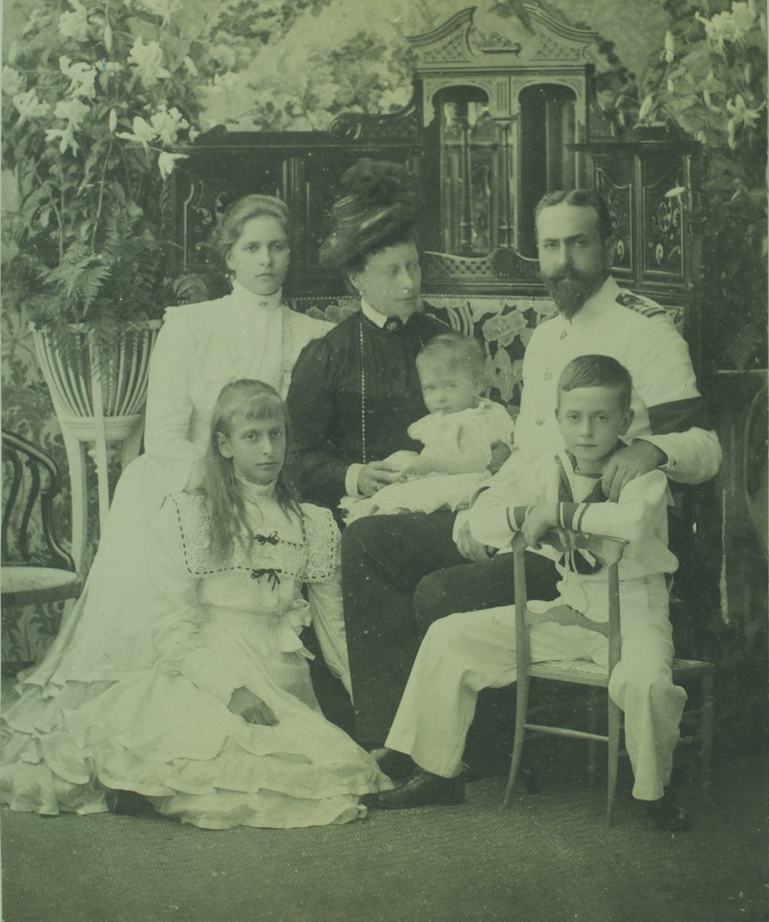
Battenberg und seine Frau mit ihren vier Kindern (1902)

Während Battenberg der Besatzung der königlichen Yacht Victoria and Albert angehörte, heiratete er am 30. April 1884 in Darmstadt seine Nichte 2. Grades, Prinzessin Viktoria von Hessen-Darmstadt (1863–1950). Sie war die älteste Tochter von Großherzog Ludwig IV. und Prinzessin Alice von Großbritannien und Irland und damit eine Enkelin von Königin Victoria. Aufgrund dieser Beziehungen zählten die Battenbergs zur Verwandtschaft der britischen königlichen Familie. Aus der Ehe, die allen Berichten zufolge glücklich verlief, gingen vier Kinder hervor:
- Victoria Alice Elizabeth Julia Marie (1885–1969)

⚭ 1903 Prinz Andreas von Griechenland
- Louise Alexandra Marie Irene (1889–1965)

⚭ 1923 Kronprinz und späterer König Gustav VI. Adolf von Schweden
- George Louis Victor Henry Serge, 2. Marquess of Milford Haven (1892–1938)

⚭ 1916 Gräfin Nadja Michailowna de Torby
- Louis Francis Albert Victor Nicholas, 1. Earl Mountbatten of Burma (1900–1979), später Vizekönig von Indien, Erster Seelord und britischer Generalstabschef

⚭ 1922 Edwina Cynthia Annette Ashley
1880 hatte Battenberg eine Beziehung mit der Schauspielerin Lillie Langtry, die zuvor die Mätresse des Prince of Wales (später König Eduard VII.) gewesen war. Lillie wurde schwanger von ihm und gebar am 8. März 1881 in Paris ihre einzige Tochter Jeanne-Marie. Die Geburt blieb geheim und das Kind wuchs teilweise auf Jersey auf, ihre Mutter war für sie ihre Tante. Battenberg leistete auch nach der Geburt seiner ehelichen Kinder Unterhaltszahlungen für Jeanne-Marie.

## Auszeichnungen (Auswahl)
- 1877 Großkreuz des Franz-Joseph-Ordens
- 1882 Khediven-Stern
- 1884 Knight Commander des Order of the Bath (KCB)
- 1887 Knight Grand Cross des Order of the Bath, zivile Abteilung (GCB)
- 1901 Knight Grand Cross des Royal Victorian Order (GCVO)
- 1905 Knight Grand Cross des Order of St. Michael and St. George (GCMG)
- 1906 Großkreuz des Ordens Karls III. und des Heiligen Fernando
- 1908 Großkreuz des österreichisch-kaiserlichen Leopold-Ordens
- 1914 Mitglied des Privy Council (PC)
- 1917 Großkreuz der Paulownienblüte am Band des Ordens der Aufgehenden Sonne,[2]
- 1921 Knight Grand Cross des Order of the Bath, militärische Abteilung (GCB)[3]

## Name und Titel in verschiedenen Lebensphasen
- 1854–1858 Graf Ludwig von Battenberg
- 1858–1868 Seine Durchlaucht Prinz Ludwig von Battenberg
- 1868–1884 His Serene Highness Prince Louis of Battenberg
- 1884–1887 His Serene Highness Prince Louis of Battenberg, KCB
- 1887–1901 His Serene Highness Prince Louis of Battenberg, GCB
- 1901–1905 His Serene Highness Prince Louis of Battenberg, GCB, GCVO
- 1905–1914 His Serene Highness Prince Louis of Battenberg, GCB, GCMG, GCVO
- 1914–1917 His Serene Highness Prince Louis of Battenberg, GCB, GCMG, GCVO, PC
- 14. Juli – 7. November 1917 The Rt. Hon. Sir Louis Mountbatten, GCB, GCMG, GCVO
- 1917–1921 The Most Hon. The Marquess of Milford Haven, GCB, GCMG, GCVO, PC

## Erwähnenswertes
- Sein Enkel Prinz Philip von Griechenland heiratete 1947 die spätere Königin Elisabeth II. und nahm ebenfalls den Namen „Mountbatten“ an.
- Im Jahre 1960 verlautbarte Königin Elisabeth, dass die Nachkommen aus ihrer Ehe mit Prinz Philip, die nicht den Titel Royal Highness führen, den Familiennamen „Mountbatten-Windsor“ tragen sollen. Entgegen der ursprünglichen Absicht, dass dies nur für die Kinder von Elizabeth und Philip gelten sollte, wurde diese Regelung auch für die folgenden Generationen übernommen.